# バーヌプリヤー
バーヌプリヤー（Bhanupriya、1967年1月15日 - ）は、インドのテルグ語映画、タミル語映画で活動する女優。フィルムフェア賞 南インド映画部門、ナンディ賞、タミル・ナードゥ州映画賞受賞者。

## 生い立ち
1967年1月15日、ラージャムンドリー近郊のランガムペタ村に暮らすテルグ語話者夫婦（パンドゥ・バーブ、ラーガマリ）の娘として生まれ、「マンガ・バーヌ（Manga Bhanu）」と名付けられた。その後、一家はマドラスに移住している。バーヌプリヤーには兄ゴーピクリシュナと妹シャーンティプリヤーがおり、妹も1990年代から女優として活動している。

## キャリア
1983年に『Mella Pesungal』で女優デビューし、1984年には国家映画賞 テルグ語長編映画賞を受賞した『Sitaara』に出演した。1985年に出演した『Anveshana』で鳥類学者役を演じ、1986年には『Dosti Dushmani』でヒンディー語映画デビューした。1988年は『Swarnakamalam』に出演し、同作はインド国際映画祭のインド・パノラマ部門やアナーバー映画祭でも上映されたほか、バーヌプリヤーもシネマ・エクスプレス賞 テルグ語映画部門主演女優賞、ナンディ賞 主演女優賞、フィルムフェア賞 テルグ語映画部門主演女優賞を受賞している。また、1989年に出演した『Aararo Aariraro』、1991年に出演した『Azhagan』の両作でタミル・ナードゥ州映画賞 特別賞を受賞したほか、長年の映画界への貢献を認められ多くの功労賞を受賞している。

## 私生活
1998年6月14日、デジタル・グラフィック・エンジニアのアダルシュ・コウシャルとカリフォルニア州マリブのシュリ・ヴェンカテーシュワラ寺院で結婚式を挙げ、2002年に娘アビナヤを出産した。結婚後は娘と共にインドに帰国し、チェンナイを拠点に女優活動を再開している。夫アダルシュ・コウシャルとは2018年に死別している。

## フィルモグラフィー

### 映画

#### 出演
- Mella Pesungal（1983年）
- Etho Mogam（1984年）
- Sitaara（1984年）
- Rowdy（1984年）
- Eduruleni Monagallu（1984年）
- Ramayanamlo Bhagavatam（1984年）
- Palnati Puli（1984年）
- James Bond 999（1984年）
- Chadarangam（1984年）
- Gruhalakshmi（1984年）
- Illale Devata（1985年）
- Mogudu Pellalu（1985年）
- Musugu Donga（1985年）
- Chiranjeevi（1985年）
- Bangaru Chiluka（1985年）
- Preminchu Pelladu（1985年）
- Jwala（1985年）
- Thendral Thodhata Malar（1985年）
- Garjana（1985年）
- Kutumba Bandham（1985年）
- Illaliko Pariksha（1985年）
- Aatmabalam（1985年）
- America Alludu（1985年）
- Vijetha（1985年）
- Anveshana（1985年）
- Bhale Mitrulu（1986年）
- Manchi Manasulu（1986年）
- Pratibhavantudu（1986年）
- Sravana Meghaalu（1986年）
- Samajamlo Sthree（1986年）
- Konaseema Kurradu（1986年）
- Kashmora（1986年）
- Dosti Dushmani（1986年）
- Aalapana（1986年）
- Apoorva Sahodarulu（1986年）
- Anadiga Aadadi（1986年）
- Anasuyamma Gari Alludu（1986年）
- Chadastapu Mogudu（1986年）
- Srinivasa Kalyanam（1987年）
- Shankaravam（1987年）
- Prema Samrat（1987年）
- Insaf Ki Pukar（1987年）
- Prema Deepalu（1987年）
- Chakravarthy（1987年）
- Karthika Pournami（1987年）
- Khudgarz（1987年）
- Donga Mogudu（1987年）
- Allari Krishnayya（1987年）
- Dharmapatni（1987年）
- Jebu Donga（1987年）
- Jhansi Rani（1988年）
- Mar Mitenge（1988年）
- Bharatamlo Bala Chandrudu（1988年）
- Nyayaniki Siksha（1988年）
- Agni Keratalu（1988年）
- Tiragabadda Telugubidda（1988年）
- Nyayaniki Siksha（1988年）
- Agni Keratalu（1988年）
- Tamacha（1988年）
- Khaidi No. 786（1988年）
- Trinetrudu（1988年）
- Swarnakamalam（1988年）
- Suryaa: An Awakening（1989年）
- State Rowdy（1989年）
- Bhagawan（1989年）
- Black Tiger（1989年）
- Dav Pech（1989年）
- Garibon Ka Daata（1989年）
- Gudachari 117（1989年）
- Kasam Vardi Ki（1989年）
- Ashoka Chakravarthy（1989年）
- Aararo Aariraro（1989年）
- Zahreelay（1990年）
- Sirayil Pootha Chinna Malar（1990年）
- Jayasimha（1990年）
- Chatriyan（1990年）
- Bhabhi（1991年）
- Pudhu Manithan（1991年）
- Gopura Vasalile（1991年）
- Sri Edu Kondala Swamy（1991年）
- Pondatti Sonna Kettukanum（1991年）
- Azhagan（1991年）
- People's Encounter（1991年）
- Bramma（1991年）
- ダラパティ 踊るゴッドファーザー（1991年）
- Thaipoosam（1991年）
- Ramudu Kadhu Rakshasudu（1991年）
- Magudam（1992年）
- Bharathan（1992年）
- Therku Theru Machan（1992年）
- Sundara Kandam（1992年）
- Pangali（1992年）
- Rajashilpi（1992年）
- Amaran（1992年）
- Kaviya Thalaivan（1992年）
- Vaaname Ellai（1992年）
- Neenga Nalla Irukkanum（1992年）
- Kattalai（1993年）
- Porantha Veeda Puguntha Veeda（1993年）
- Bhagath（1993年）
- Maharasan（1993年）
- Mutrugai（1993年）
- Rajadurai（1993年）
- Kirayi Gunda（1993年）
- Gokulam（1993年）
- Uzhavan（1993年）
- Chakravarthy（1993年）
- Rasika（1994年）
- Ish Gup Chup（1994年）
- Bangaru Mogudu（1994年）
- Highway（1995年）
- Pedarayudu（1995年）
- Azhakiya Ravanan（1996年）
- Amma Durgamma（1996年）
- Mama Bagunnava（1997年）
- Annamayya（1997年）
- Kulam（1997年）
- Rishyasringan（1997年）
- Aahaa..!（1997年）
- Thalaimurai（1998年）
- Aahaa..!（1998年）
- Endrendrum Kadhal（1999年）
- Anantha Poongatre（1999年）
- Annai（2000年）
- 14 February Necklace Road（2000年）
- Ayodhya Ramayya（2000年）
- Jayam Manadera（2000年）
- Hindustan: The Mother（2000年）
- Kochu Kochu Santhoshangal（2000年）
- Devara Maga（2000年）
- Sri Raja Rajeshwari（2001年）
- Thaalikaatha Kaaliamman（2001年）
- Simhadriya Simha（2002年）
- Naina（2002年）
- Lahiri Lahiri Lahirilo（2002年）
- Jai（2004年）
- Jore（2004年）
- Chellamae（2004年）
- Manjupoloru Penkutti（2004年）
- Kadamba（2004年）
- Sravanamasam（2005年）
- Orey Pandu（2005年）
- Gowtam SSC（2005年）
- チャトラパティ（英語版）（2005年）
- Hridayathi Sookshikkaan（2005年）
- Raathrimazha（2006年）
- Oru Ponnu Oru Paiyan（2007年）
- Polladhavan（2007年）
- Pellaindi Kaani（2007年）
- Mahayagnam（2008年）
- Theekuchi（2008年）
- Mesthru（2009年）
- My Name is Amruta（2010年）
- 3（2012年）
- Dammu（2012年）
- Chatrapathi（2013年）
- Avatharam（2014年）
- Shivalinga（2017年）
- Magalir Mattum（2017年）
- 伝説の女優 サーヴィトリ（2018年）
- Kadaikutty Singam（2018年）
- Natyam（2021年）
- Sila Nerangalil Sila Manidhargal（2022年）
- Ayalaan（2024年）

#### 吹替
- インドの仕置人（1996年） - ウルミラ・マトンドカールの吹き替え
- Surya Vamsam（1997年） - プリヤー・ラーマン（英語版）の吹き替え
- Thayin Manikodi（1997年） - ニヴェディタ・ジャイン（英語版）の吹き替え

### テレビシリーズ
- Vishwamitra（1989年）
- Penn（1991年）
- Sakthi（1997-1998年）
- Manase Mandiram（2000年）
- Vaazhkkai（2000-2001年）
- Gopi AVM（2000年）
- Take It Easy Vaazhkai（2001-2002年）
- Deivam（2004年）
- Porandha Veeda Pugundha Veeda（2005-2006年）
- Aaha（2012-2013年）
- Nathicharami（2016-2017年）

## 受賞歴
| 年                                | 部門                              | 作品                              | 結果                              | 出典                              |
| フィルムフェア賞 南インド映画部門 | フィルムフェア賞 南インド映画部門 | フィルムフェア賞 南インド映画部門 | フィルムフェア賞 南インド映画部門 | フィルムフェア賞 南インド映画部門 |
| --------------------------------- | --------------------------------- | --------------------------------- | --------------------------------- | --------------------------------- |
| 1985年                            | テルグ語映画部門主演女優賞        | 『Sitaara』                       | ノミネート                        |                                   |
| 1986年                            | テルグ語映画部門主演女優賞        | 『Anveshana』                     | ノミネート                        |                                   |
| 1988年                            | テルグ語映画部門主演女優賞        | 『Dharmapatni』                   | ノミネート                        |                                   |
| 1989年                            | テルグ語映画部門主演女優賞        | 『Swarnakamalam』                 | 受賞                              | [ 15 ]                            |
| 1990年                            | タミル語映画部門主演女優賞        | 『Aararo Aariraro』               | 受賞                              | [ 16 ]                            |
| 1993年                            | タミル語映画部門主演女優賞        | 『Azhagan』                       | ノミネート                        |                                   |
| 1994年                            | タミル語映画部門主演女優賞        | 『Gokulam』                       | ノミネート                        |                                   |
| 2003年                            | テルグ語映画部門助演女優賞        | 『Lahiri Lahiri Lahirilo』        | ノミネート                        |                                   |
| 2006年                            | テルグ語映画部門助演女優賞        | 『チャトラパティ』                | ノミネート                        |                                   |
| 2018年                            | タミル語映画部門助演女優賞        | 『Magalir Mattum』                | ノミネート                        | [ 17 ]                            |
| 南インド国際映画賞                |                                   |                                   |                                   |                                   |
| 2013年                            | テルグ語映画部門助演女優賞        | 『Dammu』                         | ノミネート                        |                                   |
| ナンディ賞                        |                                   |                                   |                                   |                                   |
| 1988年                            | 主演女優賞                        | 『Swarnakamalam』                 | 受賞                              | [ 18 ]                            |
| 2002年                            | 性格女優賞                        | 『Lahiri Lahiri Lahirilo』        | 受賞                              | [ 18 ]                            |
| 2005年                            | 助演女優賞                        | 『チャトラパティ』                | 受賞                              | [ 18 ]                            |
| タミル・ナードゥ州映画賞          |                                   |                                   |                                   |                                   |
| 1989年                            | 特別賞                            | 『Aararo Aariraro』               | 受賞                              | [ 12 ]                            |
| 1991年                            | 特別賞                            | 『Azhagan』                       | 受賞                              | [ 12 ]                            |
| シネマ・エクスプレス賞            |                                   |                                   |                                   |                                   |
| 1989年                            | テルグ語映画部門主演女優賞        | 『Swarnakamalam』                 | 受賞                              | [ 9 ]                             |